# Yusnier Viera
Yusnier Viera Romero (L'Avana, 26 aprile 1982) è un calcolatore prodigio cubano.
Detiene il record mondiale nel calcolo del giorno della settimana, avendo calcolato il giorno della settimana di 159 date che vanno dal 1600 al 2100 in un minuto.